# Temporary Like Achilles
Temporary Like Achilles – piosenka skomponowana przez Boba Dylana, nagrana przez niego w marcu i wydana na albumie Blonde on Blonde w maju 1966 r.

## Historia i charakter utworu
Piosenka "Temporary Like Achilles" jest utworem, którego tekst zarówno intryguje jak i wprawia w kłopot.
Tematem jest obserwacja przez narratora kobiety, z którą właśnie zrywa związek, i która ma już nowego "przyjaciela", zapewne tylko chwilowego. Nosi on imię po greckim półbogu Achillesie, który mógł być pozbawiony życia jedynie ciosem w piętę.
Od strony muzycznej kompozycja jest powolnym bluesem.
Nastrój pewnego zniesmaczenia postawą swojej byłej dziewczyny, dla której Achilles jest zapewne kolejnym krótkotrwałym podbojem, Dylan wyraża solową partią harmonijki ustnej.
Dylan zaczerpnął refren i pewne fragmenty piosenki z utworu "Medicine Sunday", nad którym pracował w 1965 r.
W 1987 r. oryginalny rękopis utworu został sprzedany anonimowemu kupującemu na aukcji domu aukcyjnego Christie's za 4000 dol.

## Sesje i koncerty Dylana, na których wykonywał ten utwór

### 1966
- 9 marca 1966 - Sesja nagraniowa w Columbia Music Row Studios w Nashville w stanie Tennessee

### 1993
W XX wieku Dylan wykonał tę piosenkę tylko jeden raz.
Począwszy od czerwca 1988 r. wszystkie tury koncertowe Dylana są częścią "Nigdy niekończącego się tournée".
Część 27: 4 występy w Nowym Jorku (pocz. 16 listopada 1993)
- 16 listopada 1993 - wcześniejszy koncert w "The Supper Club" w Nowym Jorku w stanie Nowy Jork

Jork

## Wersje innych artystów
- Deborah Coleman na albumie różnych wykonawców Blues on Blonde on Blonde (2003)